# Festival Eurovisão da Canção 2025
O Festival Eurovisão da Canção 2025 foi a 69.ª edição da competição organizada pela União Europeia de Radiodifusão (UER) e pelo organismo de radiodifusão anfitrião, a Sociedade Suíça de Radiodifusão e Televisão (SRG SSR). O certame realizou-se na cidade de Basileia, na Suíça, e o vencedor foi Johannes Pietsch, conhecido pelo seu nome artístico "JJ", com a música "Wasted Love". Esta foi a terceira vez que a Suíça organizou o concurso, tendo-o feito anteriormente nas edições de 1956 e 1989, realizados em Lugano e Lausanne, respetivamente.
A edição foi apresentada pela humorista Hazel Brugger e pela representante da Suíça na edição de 1991 Sandra Studer. Ambas foram acompanhadas pela apresentadora italiana Michelle Hunziker na apresentação da final.

## Localização
Após a vitória da Suíça em 2024, as autoridades locais de Genebra manifestaram interesse em acolher a edição de 2025 no Palexpo e apresentaram uma candidatura formal. No mesmo dia, o presidente do governo de Basileia, Conradin Cramer, também manifestou interesse em que Basileia sediasse o festival. A 12 de maio, o Olma Hall em São Galo foi proposto como um local potencial, A 13 de maio, Lugano descartou uma candidatura para sediar a edição de 2025, enquanto o presidente do governo cantonal de Berna, Phillipp Müller, expressou a sua relutância em sediar a competição na capital suíça de facto, citando "um aumento do antissemitismo" no concurso. Müller foi contrariado publicamente por todo o governo cantonal de Berna em 15 de maio; o conselho parabenizou Nemo e anunciou seu apoio na organização do concurso em Berna. Enquanto isso, foi relatado que o conselho de Zurique realizou uma reunião de "alta prioridade" para discutir uma candidatura. A 14 de maio, Lausana descartou candidaturas para sediar a edição de 2025, alegando falta de infraestrutura. No dia 15 de maio, Bienna, cidade natal de Nemo, declarou interesse em ser associada e co-anfitriã do evento. Em 17 de maio, o governo local de Friburgo declarou que estava examinando uma potencial candidatura para sediar o concurso. Em 5 de junho, o governo de Basileia-Cidade confirmou a sua candidatura para sediar o concurso, propondo o St. Jakobshalle e o St. Jakob-Park como locais possíveis. Em 6 de junho, os municípios de Bienna e Berna anunciaram uma potencial candidatura conjunta. No dia 12 de junho, a cidade de São Galo anunciou que não apresentará candidatura por não cumprir os requisitos para sediar o concurso.
A emissora anfitriã SRG SSR lançou o processo licitatório na semana de 27 de maio de 2024, emitindo uma lista de requisitos para as cidades interessadas. Basileia, Berna, Genebra e Zurique declararam oficialmente o seu interesse e finalizaram as suas propostas em 28 de junho. Representantes da emissora anfitriã visitarão as quatro cidades candidatas no início de julho e selecionarão duas delas até o final do mês. A 30 de agosto de 2024, foi anunciado que a edição de 2025 será em Basileia.
Chave:
 †  Cidade Escolhida
 *  Pré-selecionada
 ^  Enviou uma proposta
| Cidade           | Local            | Notas | Ref.                |
| ---------------- | ---------------- | --- | ------------------- |
| Basileia †       | St. Jakobshalle  | Hospeda o anual Swiss Indoors. | [ 29 ]              |
| Basileia †       | St. Jakob-Park   | Sediou a final da UEFA Europa League de 2016 e sediará jogos do UEFA Women's Euro 2025. A proposta depende da construção de uma cobertura para cobrir o estádio. | [ 8 ] [ 30 ] [ 31 ] |
| Berna e Bienna ^ | Neue Festhalle   | A proposta gira em torno de uma sala de música planejada, construída dentro do complexo.                                                                         | [ 32 ] [ 33 ]       |
| Genebra *        | Palexpo          | Sediou o Salão Internacional do Automóvel de Genebra anual. Também sediou as semifinais da Copa Davis de 2014 e a Copa Laver de 2019.                            | [ 34 ]              |
| São Galo         | Olma Hall        | — | [ 9 ] [ 35 ]        |
| Zurique ^        | Hallenstadion    | Sediou o Zurich Open de 1993 a 2008. | [ 36 ] [ 37 ]       |
| Zurique ^        | Swiss Life Arena | — | [ 36 ] [ 37 ]       |

## Países participantes
A elegibilidade para participação no Festival Eurovisão da Canção requer uma emissora nacional com membros ativos da UER capaz de receber o concurso através da Rede Eurovisão e transmiti-lo ao vivo para todo o país. A UER emite um convite para participar no concurso a todos os membros ativos. Os países que fazem parte dos "Big Five" e o país anfitrião, a Suíça nesta ocasião, receberam automaticamente uma vaga na final do concurso, enquanto todos os outros países foram colocados em duas semifinais.
| País participante | Artista             | Título original da canção        | Idiomas de interpretação   | Data da seleção                                                 | Ref.          |
| País participante | Artista             | Tradução em português            | Idiomas de interpretação   | Data da seleção                                                 | Ref.          |
| ----------------- | ------------------- | -------------------------------- | -------------------------- | --------------------------------------------------------------- | ------------- |
| Albânia           | Shkodra Elektronike | "Zjerm"                          | Albanês                    | 22 de dezembro de 2024                                          | [ 38 ] [ 39 ] |
| Albânia           | Shkodra Elektronike | Fogo                             | Albanês                    | 22 de dezembro de 2024                                          | [ 38 ] [ 39 ] |
| Arménia           | Parg                | "Survivor"                       | Inglês                     | 16 de fevereiro de 2025                                         | [ 40 ]        |
| Arménia           | Parg                | Sobrevivente                     | Inglês                     | 16 de fevereiro de 2025                                         | [ 40 ]        |
| Alemanha          | Abor & Tynna        | "Baller"                         | Alemão                     | 1 de março de 2025                                              | [ 41 ]        |
| Alemanha          | Abor & Tynna        | Atirar                           | Alemão                     | 1 de março de 2025                                              | [ 41 ]        |
| Austrália         | Go-Jo               | "Milkshake Man"                  | Inglês                     | 25 de fevereiro de 2025                                         | [ 42 ]        |
| Austrália         | Go-Jo               | Homem do batido                  | Inglês                     | 25 de fevereiro de 2025                                         | [ 42 ]        |
| Áustria           | JJ                  | "Wasted Love"                    | Inglês                     | Artista: 30 de janeiro de 2025 Canção: 6 de março de 2025       | [ 43 ] [ 44 ] |
| Áustria           | JJ                  | Amor desperdiçado                | Inglês                     | Artista: 30 de janeiro de 2025 Canção: 6 de março de 2025       | [ 43 ] [ 44 ] |
| Azerbaijão        | Mamagama            | "Run with U"                     | Inglês                     | 19 de fevereiro de 2025                                         | [ 45 ]        |
| Azerbaijão        | Mamagama            | Correr contigo                   | Inglês                     | 19 de fevereiro de 2025                                         | [ 45 ]        |
| Bélgica           | Red Sebastian       | "Strobe Lights"                  | Inglês                     | 1 de fevereiro de 2025                                          | [ 47 ]        |
| Bélgica           | Red Sebastian       | Luzes estroboscópicas            | Inglês                     | 1 de fevereiro de 2025                                          | [ 47 ]        |
| Chéquia           | Adonxs              | "Kiss Kiss Goodbye"              | Inglês                     | Artista: 11 de dezembro de 2024 Canção: 7 de março de 2025      | [ 48 ] [ 49 ] |
| Chéquia           | Adonxs              | Beijo Beijo Adeus                | Inglês                     | Artista: 11 de dezembro de 2024 Canção: 7 de março de 2025      | [ 48 ] [ 49 ] |
| Chipre            | Theo Evan           | "Shh"                            | Inglês                     | 11 de março de 2025                                             | [ 50 ]        |
| Chipre            | Theo Evan           | —                                | Inglês                     | 11 de março de 2025                                             | [ 50 ]        |
| Croácia           | Marko Bošnjak       | "Poison Cake"                    | Inglês                     | 2 de março de 2025                                              | [ 52 ]        |
| Croácia           | Marko Bošnjak       | Bolo envenenado                  | Inglês                     | 2 de março de 2025                                              | [ 52 ]        |
| Dinamarca         | Sissal              | "Hallucination"                  | Inglês                     | 1 de março de 2025                                              | [ 54 ]        |
| Dinamarca         | Sissal              | Alucinação                       | Inglês                     | 1 de março de 2025                                              | [ 54 ]        |
| Eslovénia         | Klemen              | "How Much Time Do We Have Left?" | Inglês                     | 1 de fevereiro de 2025                                          | [ 55 ]        |
| Eslovénia         | Klemen              | Quanto tempo nos resta?          | Inglês                     | 1 de fevereiro de 2025                                          | [ 55 ]        |
| Espanha           | Melody              | "Esa Diva"                       | Espanhol                   | 1 de fevereiro de 2025                                          | [ 57 ]        |
| Espanha           | Melody              | Essa diva                        | Espanhol                   | 1 de fevereiro de 2025                                          | [ 57 ]        |
| Estónia           | Tommy Cash          | "Expresso Macchiato"             | Inglês & Italiano          | 15 de fevereiro de 2025                                         | [ 58 ]        |
| Estónia           | Tommy Cash          | Expresso Macchiato               | Inglês & Italiano          | 15 de fevereiro de 2025                                         | [ 58 ]        |
| Finlândia         | Erika Vikman        | "Ich komme"                      | Finlandês & Alemão         | 8 de fevereiro de 2025                                          | [ 60 ]        |
| Finlândia         | Erika Vikman        | Estou-me a vir                   | Finlandês & Alemão         | 8 de fevereiro de 2025                                          | [ 60 ]        |
| França            | Louane              | "Maman"                          | Francês                    | Artista: 30 de janeiro de 2025 Canção: 15 de março de 2025      | [ 62 ]        |
| França            | Louane              | Mamã                             | Francês                    | Artista: 30 de janeiro de 2025 Canção: 15 de março de 2025      | [ 62 ]        |
| Geórgia           | Mariam Shengelia    | "Freedom"                        | Georgiano & Inglês         | 14 de março de 2025                                             | [ 63 ]        |
| Geórgia           | Mariam Shengelia    | Liberdade                        | Georgiano & Inglês         | 14 de março de 2025                                             | [ 63 ]        |
| Grécia            | Klavdia             | "Asteromata" (Αστερομάτα)        | Grego                      | 30 de janeiro de 2025                                           | [ 65 ]        |
| Grécia            | Klavdia             | Olhos de estrela                 | Grego                      | 30 de janeiro de 2025                                           | [ 65 ]        |
| Irlanda           | Emmy                | "Laika Party"                    | Inglês                     | 7 de fevereiro de 2025                                          | [ 67 ]        |
| Irlanda           | Emmy                | Como uma festa                   | Inglês                     | 7 de fevereiro de 2025                                          | [ 67 ]        |
| Islândia          | Væb                 | "Róa"                            | Islandês                   | 22 de fevereiro de 2025                                         | [ 69 ]        |
| Islândia          | Væb                 | Remo                             | Islandês                   | 22 de fevereiro de 2025                                         | [ 69 ]        |
| Israel            | Yuval Raphael       | "New Day Will Rise"              | Inglês, Francês & Hebraico | Artista: 22 de janeiro de 2025 Canção: 9 de março de 2025       | [ 60 ]        |
| Israel            | Yuval Raphael       | O novo dia erguer-se-á           | Inglês, Francês & Hebraico | Artista: 22 de janeiro de 2025 Canção: 9 de março de 2025       | [ 60 ]        |
| Itália            | Lucio Corsi         | "Volevo essere un duro"          | Italiano                   | 22 de fevereiro de 2025                                         | [ 72 ]        |
| Itália            | Lucio Corsi         | Queria ser um durão              | Italiano                   | 22 de fevereiro de 2025                                         | [ 72 ]        |
| Letónia           | Tautumeitas         | "Bur man laimi"                  | Letão                      | 8 de fevereiro de 2025                                          | [ 75 ]        |
| Letónia           | Tautumeitas         | Abençoa-me                       | Letão                      | 8 de fevereiro de 2025                                          | [ 75 ]        |
| Lituânia          | Katarsis            | "Tavo akys"                      | Lituano                    | 15 de fevereiro de 2025                                         | [ 77 ]        |
| Lituânia          | Katarsis            | Os teus olhos                    | Lituano                    | 15 de fevereiro de 2025                                         | [ 77 ]        |
| Luxemburgo        | Laura Thorn         | "La poupée monte le son"         | Francês                    | 25 de janeiro de 2025                                           | [ 60 ]        |
| Luxemburgo        | Laura Thorn         | A boneca aumenta o volume        | Francês                    | 25 de janeiro de 2025                                           | [ 60 ]        |
| Malta             | Miriana Conte       | "Serving"                        | Inglês & Maltês            | 8 de fevereiro de 2025                                          | [ 81 ]        |
| Malta             | Miriana Conte       | A servir                         | Inglês & Maltês            | 8 de fevereiro de 2025                                          | [ 81 ]        |
| Montenegro        | Nina Žižić          | "Dobrodošli" (Добродошли)        | Montenegrino               | 27 de novembro de 2024                                          | [ 82 ]        |
| Montenegro        | Nina Žižić          | Bem-vindo                        | Montenegrino               | 27 de novembro de 2024                                          | [ 82 ]        |
| Noruega           | Kyle Alessandro     | "Lighter"                        | Inglês                     | 15 de fevereiro de 2025                                         | [ 84 ]        |
| Noruega           | Kyle Alessandro     | Isqueiro                         | Inglês                     | 15 de fevereiro de 2025                                         | [ 84 ]        |
| Países Baixos     | Claude              | "C'est la vie"                   | Francês & Inglês           | Artista: 19 de dezembro de 2024 Canção: 27 de fevereiro de 2025 | [ 86 ]        |
| Países Baixos     | Claude              | A vida é assim                   | Francês & Inglês           | Artista: 19 de dezembro de 2024 Canção: 27 de fevereiro de 2025 | [ 86 ]        |
| Polónia           | Justyna Steczkowska | "Gaja"                           | Polaco & Inglês            | 14 de fevereiro de 2025                                         | [ 88 ]        |
| Polónia           | Justyna Steczkowska | Gaia                             | Polaco & Inglês            | 14 de fevereiro de 2025                                         | [ 88 ]        |
| Portugal          | NAPA                | "Deslocado"                      | Português                  | 8 de março de 2025                                              | [ 90 ]        |
| Portugal          | NAPA                | —                                | Português                  | 8 de março de 2025                                              | [ 90 ]        |
| Reino Unido       | Remember Monday     | "What the Hell Just Happened?"   | Inglês                     | 7 de março de 2025                                              | [ 91 ]        |
| Reino Unido       | Remember Monday     | O que raio acabou de se passar?  | Inglês                     | 7 de março de 2025                                              | [ 91 ]        |
| San Marino        | Gabry Ponte         | "Tutta l'Italia"                 | Italiano                   | 8 de março de 2025                                              | [ 93 ]        |
| San Marino        | Gabry Ponte         | Toda a Itália                    | Italiano                   | 8 de março de 2025                                              | [ 93 ]        |
| Sérvia            | Princ               | "Mila" (Мила)                    | Sérvio                     | 1 de março de 2025                                              | [ 95 ]        |
| Sérvia            | Princ               | Prezado                          | Sérvio                     | 1 de março de 2025                                              | [ 95 ]        |
| Suécia            | KAJ                 | "Bara bada bastu"                | Sueco                      | 8 de março de 2025                                              | [ 97 ]        |
| Suécia            | KAJ                 | Basta fazer sauna                | Sueco                      | 8 de março de 2025                                              | [ 97 ]        |
| Suíça             | Zoë Më              | "Voyage"                         | Francês                    | 10 de março de 2025                                             | [ 98 ]        |
| Suíça             | Zoë Më              | Viagem                           | Francês                    | 10 de março de 2025                                             | [ 98 ]        |
| Ucrânia           | Ziferblat           | "Bird of Pray"                   | Inglês & Ucraniano         | 8 de fevereiro de 2025                                          | [ 100 ]       |
| Ucrânia           | Ziferblat           | Pássaro de Oração                | Inglês & Ucraniano         | 8 de fevereiro de 2025                                          | [ 100 ]       |

### Semifinais
As semifinais realizaram-se nos dias 13 e 15 de maio de 2025 pelas 20h00 (UTC+1). A ordem de atuação dos países foi revelada a 28 de janeiro.

#### 1.ª semifinal
Os países participantes, em conjunto com a Espanha, Itália, Suíça e o Resto do Mundo (votação agregada dos países não-participantes), votaram nesta semifinal.
| #   | País          | Artista             | Canção                           | Lugar | Pontos |
| --- | ------------- | ------------------- | -------------------------------- | ----- | ------ |
| 1º  | Islândia      | Væb                 | "Róa"                            | 6º    | 97     |
| 2º  | Polónia       | Justyna Steczkowska | "Gaja"                           | 7º    | 85     |
| 3º  | Eslovénia     | Klemen              | "How Much Time Do We Have Left?" | 13º   | 23     |
| 4º  | Estónia       | Tommy Cash          | "Espresso Macchiato"             | 5º    | 113    |
| 5º  | Ucrânia       | Ziferblat           | "Bird of Pray"                   | 1º    | 137    |
| 6º  | Suécia        | KAJ                 | "Bara bada bastu"                | 4º    | 118    |
| 7º  | Portugal      | NAPA                | "Deslocado"                      | 9º    | 56     |
| 8º  | Noruega       | Kyle Alessandro     | "Lighter"                        | 8º    | 82     |
| 9º  | Bélgica       | Red Sebastian       | "Strobe Lights"                  | 14º   | 23     |
| 10º | Azerbaijão    | Mamagama            | "Run with U"                     | 15º   | 7      |
| 11º | San Marino    | Gabry Ponte         | "Tutta l'Italia"                 | 10º   | 46     |
| 12º | Albânia       | Shkodra Elektronike | "Zjerm"                          | 2º    | 122    |
| 13º | Países Baixos | Claude              | "C'est la vie"                   | 3º    | 121    |
| 14º | Croácia       | Marko Bošnjak       | "Poison Cake"                    | 12º   | 28     |
| 15º | Chipre        | Theo Evan           | "Shh"                            | 11º   | 44     |

#### 2.ª semifinal
Os países participantes, em conjunto com a Alemanha, França, Reino Unido e o Resto do Mundo (votação agregada dos países não-participantes), votaram nesta semifinal.
| #   | País       | Artista          | Canção                   | Lugar | Pontos |
| --- | ---------- | ---------------- | ------------------------ | ----- | ------ |
| 1º  | Austrália  | Go-Jo            | "Milkshake Man"          | 11º   | 41     |
| 2º  | Montenegro | Nina Žižić       | "Dobrodošli"             | 16º   | 12     |
| 3º  | Irlanda    | Emmy             | "Laika Party"            | 13º   | 28     |
| 4º  | Letónia    | Tautumeitas      | "Bur man laimi"          | 2º    | 130    |
| 5º  | Arménia    | Parg             | "Survivor"               | 10º   | 51     |
| 6º  | Áustria    | JJ               | "Wasted Love"            | 5º    | 104    |
| 7º  | Grécia     | Klavdia          | "Asteromata"             | 4º    | 112    |
| 8º  | Lituânia   | Katarsis         | "Tavo akys"              | 6º    | 103    |
| 9º  | Malta      | Miriana Conte    | "Serving"                | 9º    | 53     |
| 10º | Geórgia    | Mariam Shengelia | "Freedom"                | 15º   | 28     |
| 11º | Dinamarca  | Sissal           | "Hallucination"          | 8º    | 61     |
| 12º | Chéquia    | Adonxs           | "Kiss Kiss Goodbye"      | 12º   | 29     |
| 13º | Luxemburgo | Laura Thorn      | "La poupée monte le son" | 7º    | 62     |
| 14º | Israel     | Yuval Raphael    | "New Day Will Rise"      | 1º    | 203    |
| 15º | Sérvia     | Princ            | "Mila"                   | 14º   | 28     |
| 16º | Finlândia  | Erika Vikman     | "Ich komme"              | 3º    | 115    |

### Final
A final realizou-se a 17 de maio de 2025 pelas 20h00 (UTC+1).
| #   | País          | Artista             | Canção                         | Lugar | Pontos |
| --- | ------------- | ------------------- | ------------------------------ | ----- | ------ |
| 1º  | Noruega       | Kyle Alessandro     | "Lighter"                      | 18º   | 89     |
| 2º  | Luxemburgo    | Laura Thorn         | "La poupée monte le son"       | 22º   | 47     |
| 3º  | Estónia       | Tommy Cash          | "Espresso Macchiato"           | 3º    | 356    |
| 4º  | Israel        | Yuval Raphael       | "New Day Will Rise"            | 2º    | 357    |
| 5º  | Lituânia      | Katarsis            | "Tavo akys"                    | 16º   | 96     |
| 6º  | Espanha       | Melody              | "Esa Diva"                     | 24º   | 37     |
| 7º  | Ucrânia       | Ziferblat           | "Bird of Pray"                 | 9º    | 218    |
| 8º  | Reino Unido   | Remember Monday     | "What the Hell Just Happened?" | 19º   | 88     |
| 9º  | Áustria       | JJ                  | "Wasted Love"                  | 1º    | 436    |
| 10º | Islândia      | Væb                 | "Róa"                          | 25º   | 33     |
| 11º | Letónia       | Tautumeitas         | "Bur man laimi"                | 13º   | 158    |
| 12º | Países Baixos | Claude              | "C'est la vie"                 | 12º   | 175    |
| 13º | Finlândia     | Erika Vikman        | "Ich komme"                    | 11º   | 196    |
| 14º | Itália        | Lucio Corsi         | "Volevo essere un duro"        | 5º    | 256    |
| 15º | Polónia       | Justyna Steczkowska | "Gaja"                         | 14º   | 156    |
| 16º | Alemanha      | Abor & Tynna        | "Baller"                       | 15º   | 151    |
| 17º | Grécia        | Klavdia             | "Asteromata"                   | 6º    | 231    |
| 18º | Arménia       | Parg                | "Survivor"                     | 20º   | 72     |
| 19º | Suíça         | Zoë Më              | "Voyage"                       | 10º   | 214    |
| 20º | Malta         | Miriana Conte       | "Serving"                      | 17º   | 91     |
| 21º | Portugal      | NAPA                | "Deslocado"                    | 21º   | 50     |
| 22º | Dinamarca     | Sissal              | "Hallucination"                | 23º   | 47     |
| 23º | Suécia        | KAJ                 | "Bara bada bastu"              | 4º    | 321    |
| 24º | França        | Louane              | "Maman"                        | 7º    | 230    |
| 25º | San Marino    | Gabry Ponte         | "Tutta l'Italia"               | 26º   | 27     |
| 26º | Albânia       | Shkodra Elektronike | "Zjerm"                        | 8º    | 218    |

## Outros países
- Moldávia - A emissora moldava TRM confirmou inicialmente sua intenção de participar do concurso de 2025 a 16 de novembro de 2024 e, no mesmo dia, divulgou seus planos de organizar a final nacional, Etapa națională 2025, para selecionar a canção que iria representar o país.[109] A 22 de janeiro de 2025, quatro dias após a realização da ronda de audições em direto da seleção nacional, a TRM anunciou que iria retirar-se desta edição citando «desafios económicos, administrativos e artísticos» e «uma diminuição do interesse público e da qualidade geral das canções e das performances artísticas» da final nacional. A emissora acrescentou que iria rever o seu processo de seleção para futuras edições.[110][111]

Os organismos de radiodifusão de membros activos da União Europeia de Radiodifusão em Andorra, Bósnia e Herzegovina  e Eslováquia confirmaram até agora a sua não participação antes do anúncio da lista de participantes pela UER.

### Países não pertencentes à UER
- Kosovo - A 29 de outubro de 2023, na sequência da primeira edição do Festivali i Këngës, o evento de seleção nacional do Kosovo para a Eurovisão, o CEO da emissora Kosovan RTK, Besnik Boletini, reafirmou os esforços contínuos do país para ser incluído no concurso já em 2025.[116] A votação do projeto de candidatura do Kosovo ao Conselho da Europa ocorreu a 16 de abril de 2024, que foi aprovada pela Assembleia Parlamentar do Conselho da Europa. O Comité de Ministros do Conselho da Europa deveria decidir sobre a adesão do Kosovo em maio de 2024,[117] mas foi retirado da agenda na sequência da rejeição pelo Kosovo dos pré-requisitos franceses e alemães para a adesão.[118] A adesão ao Conselho permitiria ao Kosovo aderir à UER como membro de pleno direito e competir no concurso em 2025.[119][120] Em maio de 2024, a RTK anunciou que apresentaria um pedido de adesão à UER "em breve".[121]
- Liechtenstein - Em maio de 2024, o jornal Liechtensteiner Vaterland informou que a emissora de rádio nacional do país, a Rádio Liechtenstein, estava em processo de busca de adesão à UER com o objetivo de estrear no Festival Eurovisão da Canção.[122][123]

## Transmissão do Festival
Todos os organismos de radiodifusão participantes podem optar por ter comentadores no local ou à distância que forneçam informações sobre a votação ao seu público local. Embora sejam obrigados a transmitir a final e a semi-final em que o seu país vota, a maior parte dos organismos de radiodifusão cobre os três programas. Alguns organismos de radiodifusão não participantes também transmitem o concurso. O canal do Festival Eurovisão da Canção no YouTube sempre oferece transmissões internacionais em direto, sem comentários, de todos os espectáculos.

### Países participantes
| País          | Emissora            | Canal(ais)                                     | Programa(s)        | Comentador(es) | Ref.                            |
| ------------- | ------------------- | ---------------------------------------------- | ------------------ | --- | ------------------------------- |
| Albânia       | RTSH                | RTSH 1, RTSH Muzikë, Radio Tirana              | Todos os programas | Andri Xhahu | [ 124 ] [ 125 ]                 |
| Arménia       | AMPTV               | Armenia 1                                      | Todos os programas | Hrachuhi Utmazyan e Hamlet Arakelyan                                                                                 | [ 126 ] [ 127 ]                 |
| Alemanha      | ARD/NDR             | One                                            | Semifinais         | Thorsten Schorn | [ 128 ] [ 129 ]                 |
| Alemanha      | ARD/NDR             | Das Erste                                      | Final              | Thorsten Schorn | [ 130 ] [ 131 ]                 |
| Alemanha      | ARD/RBB             | Radio Eins                                     | Final              | Amelie Ernst e Max Spallek                                                                                           | [ 132 ]                         |
| Austrália     | SBS                 | SBS                                            | Todos os programas | Courtney Act e Tony Armstrong                                                                                        | [ 133 ] [ 134 ]                 |
| Áustria       | ORF                 | ORF 1                                          | Todos os programas | Andi Knoll | [ 135 ]                         |
| Áustria       | ORF                 | FM4                                            | Final              | Jan Böhmermann e Olli Schulz                                                                                         | [ 136 ]                         |
| Azerbaijão    | İTV                 | İTV                                            | Todos os programas | Elnarə Xəlilova e Aga Nadirov                                                                                        | [ 137 ] [ 138 ] [ 139 ]         |
| Bélgica       | VRT                 | VRT 1                                          | Todos os programas | Neerlandês: Peter Van de Veire                                                                                       | [ 140 ] [ 141 ]                 |
| Bélgica       | VRT                 | Radio 2                                        | Final              | ASA | [ 140 ] [ 141 ]                 |
| Bélgica       | RTBF                | La Une                                         | SF1/Final          | Francês: Jean-Louis Lahaye e Joëlle Scoriels                                                                         | [ 142 ] [ 143 ]                 |
| Bélgica       | RTBF                | Tipik                                          | SF2                | Francês: Jean-Louis Lahaye e Joëlle Scoriels                                                                         | [ 142 ] [ 143 ]                 |
| Chéquia       | ČT                  | ČT1                                            | Semifinais         | Ondřej Cikán | [ 144 ] [ 145 ] [ 146 ]         |
| Chéquia       | ČT                  | ČT1                                            | Final              | Ondřej Cikán e Aiko                                                                                                  | [ 144 ] [ 145 ] [ 146 ]         |
| Chipre        | CyBC                | RIK 1, RIK Sat                                 | Todos os programas | Melina Karageorgiou e Alexandros Taramountas                                                                         | [ 147 ] [ 148 ]                 |
| Chipre        | CyBC                | RIK Trito                                      | Todos os programas | ASA | [ 149 ]                         |
| Croácia       | HRT                 | HRT 1                                          | Todos os programas | Duško Ćurlić | [ 150 ] [ 151 ]                 |
| Dinamarca     | DR                  | DR1                                            | Todos os programas | Ole Tøpholm | [ 152 ]                         |
| Eslovénia     | RTVSLO              | TV SLO 2                                       | Semifinais         | Mojca Mavec | [ 153 ] [ 154 ] [ 155 ]         |
| Eslovénia     | RTVSLO              | TV SLO 1                                       | Final              | Mojca Mavec | [ 153 ] [ 154 ] [ 155 ]         |
| Eslovénia     | RTVSLO              | Radio Val 202                                  | SF1                | Maj Valerij | [ 153 ] [ 154 ] [ 155 ]         |
| Eslovénia     | RTVSLO              | Radio Val 202                                  | Final              | Maj Valerij e Igor Bračič                                                                                            | [ 153 ] [ 154 ] [ 155 ]         |
| Espanha       | RTVE                | La 1                                           | SF1/Final          | Julia Varela e Tony Aguilar                                                                                          | [ 156 ] [ 157 ]                 |
| Espanha       | RTVE                | La 2                                           | SF2                | Julia Varela e Tony Aguilar                                                                                          | [ 156 ] [ 157 ]                 |
| Espanha       | RTVE                | TVE Internacional                              | Todos os programas | Julia Varela e Tony Aguilar                                                                                          | [ 156 ] [ 157 ]                 |
| Espanha       | RTVE                | Radio Nacional, Radio Exterior, RNE para todos | Final              | David Asensio, Sara Calvo e Luis Miguel Montes                                                                       | [ 156 ] [ 157 ]                 |
| Estónia       | ERR                 | ETV                                            | Todos os programas | Estónio: Marko Reikop                                                                                                | [ 158 ]                         |
| Estónia       | ERR                 | ETV+                                           | Todos os programas | Russo: Julia Kalenda e Aleksandr Hobotov                                                                             | [ 158 ]                         |
| Finlândia     | Yle                 | Yle TV1, TV Finland                            | Todos os programas | Finlandês: Mikko Silvennoinen Sueco: Eva Frantz e Johan Lindroos                                                     | [ 159 ] [ 160 ]                 |
| Finlândia     | Yle                 | Yle Areena                                     | Todos os programas | Sámi do Norte: Aslak Paltto e Inari Sámi: Heli Huovinen                                                              | [ 159 ] [ 160 ]                 |
| Finlândia     | Yle                 | Yle Areena                                     | SF2/Final          | Russo: Levan Tvaltvadze Ucraniano: Galina Sergeyeva                                                                  | [ 159 ] [ 160 ]                 |
| Finlândia     | Yle                 | Yle Radio Suomi                                | Final              | Finlandês: Sanna Pirkkalainen e Toni Laaksonen                                                                       | [ 159 ] [ 161 ]                 |
| Finlândia     | Yle                 | Yle X3M                                        | Todos os programas | Sueco: Eva Frantz e Johan Lindroos                                                                                   | [ 159 ] [ 161 ]                 |
| França        | France Télévisions  | Culturebox                                     | Semifinais         | Stéphane Bern | [ 162 ]                         |
| França        | France Télévisions  | France 2                                       | Final              | Stéphane Bern e Laurence Boccolini                                                                                   | [ 162 ]                         |
| Geórgia       | RPG                 | Canal 1                                        | Todos os programas | ASA | [ 163 ]                         |
| Grécia        | ERT                 | ERT1                                           | Todos os programas | Maria Kozakou e Giorgos Kapoutzidis                                                                                  |                                 |
| Grécia        | ERT                 | Deftero Programma                              | Todos os programas | Dimitris Meidanis |                                 |
| Irlanda       | RTÉ                 | RTÉ2                                           | Semifinais         | Marty Whelan | [ 164 ] [ 165 ] [ 166 ]         |
| Irlanda       | RTÉ                 | RTÉ One                                        | Final              | Marty Whelan | [ 164 ] [ 165 ] [ 166 ]         |
| Islândia      | RÚV                 | RÚV                                            | Todos os programas | ASA | [ 167 ]                         |
| Islândia      | RÚV                 | RÚV 2                                          | SF1/Final          | Interpretação em língua gestual islandesa                                                                            | [ 167 ]                         |
| Islândia      | RÚV                 | Rás 2                                          | SF1                | Guðrún Dís Emilsdóttir                                                                                               | [ 168 ]                         |
| Islândia      | RÚV                 | Rás 2                                          | Final              | Guðrún Dís Emilsdóttir e Gunnar Birgisson                                                                            | [ 168 ]                         |
| Israel        | IPBC                | Kan 11, Kan 88                                 | Todos os programas | Asaf Liberman e Akiva Novick                                                                                         | [ 169 ] [ 170 ]                 |
| Itália        | RAI                 | Rai 2                                          | Semifinais         | Gabriele Corsi e BigMama                                                                                             | [ 171 ] [ 172 ] [ 173 ] [ 174 ] |
| Itália        | RAI                 | Rai 1                                          | Final              | Gabriele Corsi e BigMama                                                                                             | [ 171 ] [ 172 ] [ 173 ] [ 174 ] |
| Itália        | RAI                 | Rai Radio 2                                    | Final              | Diletta Parlangeli e Matteo Osso                                                                                     | [ 171 ] [ 172 ] [ 173 ] [ 174 ] |
| Letónia       | Latvijas Televīzija | LTV1                                           | Semifinais         | Toms Grēviņš | [ 175 ]                         |
| Letónia       | Latvijas Televīzija | LTV1                                           | Final              | Toms Grēviņš e Marija Naumova                                                                                        | [ 175 ]                         |
| Lituânia      | LRT                 | LRT TV, LRT Radijas                            | Todos os programas | Ramūnas Zilnys | [ 176 ] [ 177 ]                 |
| Luxemburgo    | RTL                 | RTL Lëtzebuerg                                 | Todos os programas | Luxemburguês: Roger Saurfeld e Raoul Roos                                                                            | [ 178 ] [ 179 ] [ 180 ]         |
| Luxemburgo    | RTL                 | RTL Today                                      | SF2/Final          | ASA | [ 178 ] [ 179 ] [ 180 ]         |
| Luxemburgo    | RTL                 | RTL Infos                                      | SF2/Final          | ASA | [ 178 ] [ 179 ] [ 180 ]         |
| Malta         | PBS                 | TVM                                            | Semifinais         | ASA | [ 181 ] [ 182 ]                 |
| Malta         | PBS                 | ASA                                            | Final              | ASA |                                 |
| Montenegro    | RTCG                | TVCG 1                                         | Todos os programas | ASA | [ 183 ]                         |
| Noruega       | NRK                 | NRK1                                           | Todos os programas | Marte Stokstad | [ 184 ]                         |
| Noruega       | NRK                 | NRK P1                                         | Final              | Jon Marius Hyttebakk                                                                                                 | [ 185 ]                         |
| Países Baixos | NPO/AVROTROS        | NPO 1, BVN                                     | Todos os programas | Cornald Maas | [ 186 ] [ 187 ] [ 188 ] [ 189 ] |
| Países Baixos | NPO/AVROTROS        | NPO Radio 2                                    | Final              | Carolien Borgers | [ 186 ] [ 187 ] [ 188 ] [ 189 ] |
| Polónia       | TVP                 | TVP1, TVP Polonia                              | Todos os programas | Artur Orzech | [ 190 ] [ 191 ] [ 192 ]         |
| Portugal      | RTP                 | RTP1, RTP Internacional                        | Todos os programas | José Carlos Malato e Nuno Galopim                                                                                    | [ 193 ] [ 194 ]                 |
| Reino Unido   | BBC                 | BBC One                                        | Semifinais         | Scott Mills e Rylan                                                                                                  | [ 195 ]                         |
| Reino Unido   | BBC                 | BBC One                                        | Final              | Graham Norton | [ 195 ]                         |
| Reino Unido   | BBC                 | BBC Red Button                                 | Todos os programas | Interpretação em língua gestual britânica                                                                            | [ 195 ]                         |
| Reino Unido   | BBC                 | BBC Radio 2                                    | Semifinais         | Sara Cox e Richie Anderson                                                                                           | [ 195 ]                         |
| Reino Unido   | BBC                 | BBC Radio 2                                    | Final              | Scott Mills e Rylan                                                                                                  | [ 195 ]                         |
| San Marino    | SMRTV               | San Marino RTV                                 | Todos os programas | Anna Gaspari e Gigi Restivo                                                                                          | [ 196 ]                         |
| Sérvia        | RTS                 | RTS 1, RTS Svet                                | Todos os programas | Duška Vučinić | [ 197 ] [ 198 ] [ 199 ] [ 200 ] |
| Sérvia        | RTS                 | Rádio Belgrado 1                               | SF2                | ASA | [ 201 ]                         |
| Suécia        | SVT                 | SVT1                                           | Semifinais         | Edward af Sillén | [ 202 ]                         |
| Suécia        | SVT                 | SVT1                                           | Final              | Edward af Sillén e Petra Mede                                                                                        | [ 202 ]                         |
| Suécia        | SVT                 | SVT Play                                       | Final              | Sámi do Norte: Aslak Paltto e Inari Sámi: Heli Huovinen (Em simultâneo com a transmissão da Yle Areena da Finlândia) | [ 203 ]                         |
| Suécia        | SR                  | Sveriges Radio P4                              | Todos os programas | Carolina Norén | [ 204 ]                         |
| Suíça         | SRG SSR             | RSI La 1                                       | Todos os programas | Italiano: Ellis Cavallini e Gian-Andrea Costa                                                                        | [ 205 ]                         |
| Suíça         | SRG SSR             | RTS 1                                          | Semifinais         | Francês: Jean-Marc Richard]] e Nicolas Tanner                                                                        | [ 206 ] [ 207 ]                 |
| Suíça         | SRG SSR             | RTS 1                                          | Final              | Francês: Jean-Marc Richard, Nicolas Tanner e Victoria Turrian                                                        | [ 206 ] [ 207 ]                 |
| Suíça         | SRG SSR             | SRF 1                                          | Todos os programas | Alemão: Sven Epiney                                                                                                  | [ 131 ]                         |
| Suíça         | SRG SSR             | SRF info                                       | Todos os programas | Interpretação em língua gestual suíço-alemã                                                                          | [ 131 ]                         |
| Suíça         | SRG SSR             | Play SRF                                       | Final              | Alemão: Patti Basler                                                                                                 | [ 208 ]                         |
| Suíça         | SRG SSR             | Radio SRF 3                                    | Final              | Alemão: Céline Werdelis                                                                                              | [ 209 ]                         |
| Suíça         | SRG SSR             | RTS Première                                   | Final              | Francês: Claire Mudry                                                                                                | [ 209 ]                         |
| Suíça         | SRG SSR             | RSI Rete Tre                                   | Final              | Italiano: Davide Gagliardi                                                                                           | [ 209 ]                         |
| Suíça         | SRG SSR             | Radio RTR                                      | Final              | Romanche: Elias Tsoutsaios                                                                                           | [ 209 ]                         |
| Ucrânia       | Suspilne            | Suspilne Kultura                               | SF1                | Timur Miroshnychenko e Olexandr Pedan                                                                                | [ 210 ]                         |
| Ucrânia       | Suspilne            | Suspilne Kultura                               | SF2                | Timur Miroshnychenko e Vlad Kuran                                                                                    | [ 210 ]                         |
| Ucrânia       | Suspilne            | Suspilne Kultura                               | Final              | Timur Miroshnychenko e Alyona Alyona                                                                                 | [ 210 ]                         |
| Ucrânia       | Suspilne            | Suspilne Kultura                               | Todos os programas | Língua gestual ucraniana: Tetiana Zhurkova, Anfisa Boldusieva, Oleksandr Rudyk e Lada Sokoliuk                       | [ 210 ]                         |
| Ucrânia       | Suspilne            | Радіо Промінь                                  | Semifinais         | Dmytro Zakharchenko e Lesia Antypenko                                                                                | [ 210 ]                         |
| Ucrânia       | Suspilne            | Радіо Промінь                                  | Final              | Anna Zakletska e Denys Denysenko                                                                                     | [ 210 ]                         |

### Emissoras e comentaristas nos países não participantes
| País               | Emissora | Canal(ais)      | Programa(s)        | Comentador(es)                 | Ref.    |
| ------------------ | -------- | --------------- | ------------------ | ------------------------------ | ------- |
| Chile              | Zapping  | Zapping Channel | Todos os programas | ASA                            | [ 211 ] |
| Ilhas Faroé        | KVF      | KVF 1           | Todos os programas | Gunnar Nolsøe                  | [ 212 ] |
| Kosovo             | RTK      | RTK 1           | Todos os programas | Agron Krasniqi e Egzona Rafuna | [ 213 ] |
| Moldávia           | TRM      | Moldova 1       | Todos os programas | ASA                            |         |
| Macedónia do Norte | MRT      | MRT 1           | Todos os programas | Aleksandra Jovanovska          | [ 214 ] |
| Eslováquia         | RTVS     | ASA             | ASA                | ASA                            | [ 215 ] |
| Estados Unidos     | NBC      | Peacock         | Todos os programas | ASA                            | [ 216 ] |

## Produção
O Festival Eurovisão da Canção 2025 foi produzido pela Sociedade Suíça de Radiodifusão e Televisão (SRG SSR). A equipa principal foi constituída por Reto Peritz e Moritz Stadler, como produtores executivos, e Yves Schifferle, como chefe do espetáculo. Repetindo as suas funções da edição de 2024, Christer Björkman foi o chefe do concurso e Tobias Åberg o chefe da produção, com outros elementos da equipa de produção, incluindo Nadja Burkhardt-Tracol como chefe do evento, Manfred Winz como chefe das finanças, Aurore Chatard como chefe da segurança e Kevin Stuber como chefe do departamento jurídico.
A organização do concurso foi reestruturada para 2025, o que foi anunciado pela UER a 1 de julho de 2024, na sequência de uma análise das controvérsias do concurso de 2024. O cargo de supervisor executivo, ocupado por Martin Österdahl desde a edição de 2021, foi renomeado para supervisor do espetáculo, tendo sido criados dois novos cargos: o de diretor da Eurovisão e o de chefe de marca e comercial. O diretor do festival supervisionará o trabalho do supervisor do espetáculo e do chefe da marca e do comercial.
O Conselho Executivo de Basileia-Cidade contribuiu com 35 milhões de francos suíços (cerca de 37,3 milhões de euros) para o orçamento do concurso.